# 20ª etapa del Giro de Italia 2017
La 20ª etapa del Giro de Italia 2017 tuvo lugar el 27 de mayo de 2017 entre  Pordenone y Asiago sobre un recorrido de 190 km.

## Clasificación de la etapa
La clasificación de la etapa fue la siguiente:
| \| Clasificación de la etapa \| Clasificación de la etapa \| Clasificación de la etapa \| Clasificación de la etapa \| Clasificación de la etapa \| \| Ciclista \| Ciclista \| Equipo \| Tiempo \| \| \| ------------------------- \| ------------------------- \| ------------------------- \| ------------------------- \| ------------------------- \| \| 1.º \| Thibaut Pinot \| FDJ \| 4 h 57 min 58 s \| \| \| 2.º \| Ilnur Zakarin \| Katusha-Alpecin \| + 0 s \| \| \| 3.º \| Vincenzo Nibali \| Bahrain-Merida \| + 0 s \| \| \| 4.º \| Domenico Pozzovivo \| AG2R La Mondiale \| + 0 s \| \| \| 5.º \| Nairo Quintana \| Movistar Team \| + 0 s \| \| \| 6.º \| Bob Jungels \| Quick-Step Floors \| + 15 s \| \| \| 7.º \| Adam Yates \| Orica-Scott \| + 15 s \| \| \| 8.º \| Sébastien Reichenbach \| FDJ \| + 15 s \| \| \| 9.º \| Bauke Mollema \| Trek-Segafredo \| + 15 s \| \| \| 10.º \| Tom Dumoulin \| Team Sunweb \| + 15 s \| \| |                       |                   |                 |
| |                       |                   |                 |
| Fuente: ProCyclingStats |                       |                   |                 |
| Clasificación de la etapa |                       |                   |                 |
| Ciclista | Ciclista              | Equipo            | Tiempo          |
| 1.º | Thibaut Pinot         | FDJ               | 4 h 57 min 58 s |
| 2.º | Ilnur Zakarin         | Katusha-Alpecin   | + 0 s           |
| 3.º | Vincenzo Nibali       | Bahrain-Merida    | + 0 s           |
| 4.º | Domenico Pozzovivo    | AG2R La Mondiale  | + 0 s           |
| 5.º | Nairo Quintana        | Movistar Team     | + 0 s           |
| 6.º | Bob Jungels           | Quick-Step Floors | + 15 s          |
| 7.º | Adam Yates            | Orica-Scott       | + 15 s          |
| 8.º | Sébastien Reichenbach | FDJ               | + 15 s          |
| 9.º | Bauke Mollema         | Trek-Segafredo    | + 15 s          |
| 10.º | Tom Dumoulin          | Team Sunweb       | + 15 s          |

## Clasificaciones al final de la etapa
La clasificación general tras finalizar la etapa fue la siguiente:

### Clasificación general
| \| Clasificación general \| Clasificación general \| Clasificación general \| Clasificación general \| Clasificación general \| \| Ciclista \| Ciclista \| Equipo \| Tiempo \| \| \| --------------------- \| --------------------- \| --------------------- \| --------------------- \| --------------------- \| \| 1.º \| Nairo Quintana \| Movistar Team \| 90 h 00 min 38 s \| \| \| 2.º \| Vincenzo Nibali \| Bahrain-Merida \| + 39 s \| \| \| 3.º \| Thibaut Pinot \| FDJ \| + 43 s \| \| \| 4.º \| Tom Dumoulin \| Team Sunweb \| + 53 s \| \| \| 5.º \| Ilnur Zakarin \| Katusha-Alpecin \| + 1 min 15 s \| \| \| 6.º \| Domenico Pozzovivo \| AG2R La Mondiale \| + 1 min 30 s \| \| \| 7.º \| Bauke Mollema \| Trek-Segafredo \| + 3 min 03 s \| \| \| 8.º \| Adam Yates \| Orica-Scott \| + 6 min 50 s \| \| \| 9.º \| Bob Jungels \| Quick-Step Floors \| + 7 min 18 s \| \| \| 10.º \| Davide Formolo \| Cannondale-Drapac \| + 12 min 18 s \| \| |                    |                   |                  |
| |                    |                   |                  |
| Fuente: ProCyclingStats |                    |                   |                  |
| Clasificación general |                    |                   |                  |
| Ciclista | Ciclista           | Equipo            | Tiempo           |
| 1.º | Nairo Quintana     | Movistar Team     | 90 h 00 min 38 s |
| 2.º | Vincenzo Nibali    | Bahrain-Merida    | + 39 s           |
| 3.º | Thibaut Pinot      | FDJ               | + 43 s           |
| 4.º | Tom Dumoulin       | Team Sunweb       | + 53 s           |
| 5.º | Ilnur Zakarin      | Katusha-Alpecin   | + 1 min 15 s     |
| 6.º | Domenico Pozzovivo | AG2R La Mondiale  | + 1 min 30 s     |
| 7.º | Bauke Mollema      | Trek-Segafredo    | + 3 min 03 s     |
| 8.º | Adam Yates         | Orica-Scott       | + 6 min 50 s     |
| 9.º | Bob Jungels        | Quick-Step Floors | + 7 min 18 s     |
| 10.º | Davide Formolo     | Cannondale-Drapac | + 12 min 18 s    |

### Clasificación por puntos
| Clasificación por puntos | Clasificación por puntos | Clasificación por puntos | Clasificación por puntos | Clasificación por puntos |
| Ciclista                 | Ciclista                 | Equipo                   | Puntos                   |                          |
| ------------------------ | ------------------------ | ------------------------ | ------------------------ | ------------------------ |

### Clasificaciones por equipos

#### Clasificación por tiempo
| Clasificación por equipos | Clasificación por equipos | Clasificación por equipos | Clasificación por equipos |
| Equipo                    | Equipo                    | Tiempo                    |                           |
| ------------------------- | ------------------------- | ------------------------- | ------------------------- |

#### Clasificación por puntos
| Clasificación por equipos | Clasificación por equipos | Clasificación por equipos | Clasificación por equipos |
| Equipo                    | Equipo                    | Puntos                    |                           |
| ------------------------- | ------------------------- | ------------------------- | ------------------------- |